# District de Saint-Paul
 (septembre 2024).
Si vous disposez d'ouvrages ou d'articles de référence ou si vous connaissez des sites web de qualité traitant du thème abordé ici, merci de compléter l'article en donnant les références utiles à sa vérifiabilité et en les liant à la section « Notes et références ».
Le district de Saint-Paul était une division territoriale du département du Var de 1790 à 1795.

## Composition
Il était composé de 5 cantons : le Broc, Cagnes, Coursegoules, Saint-Paul et Tourrettes-sur-Loup. 